# ビジリア

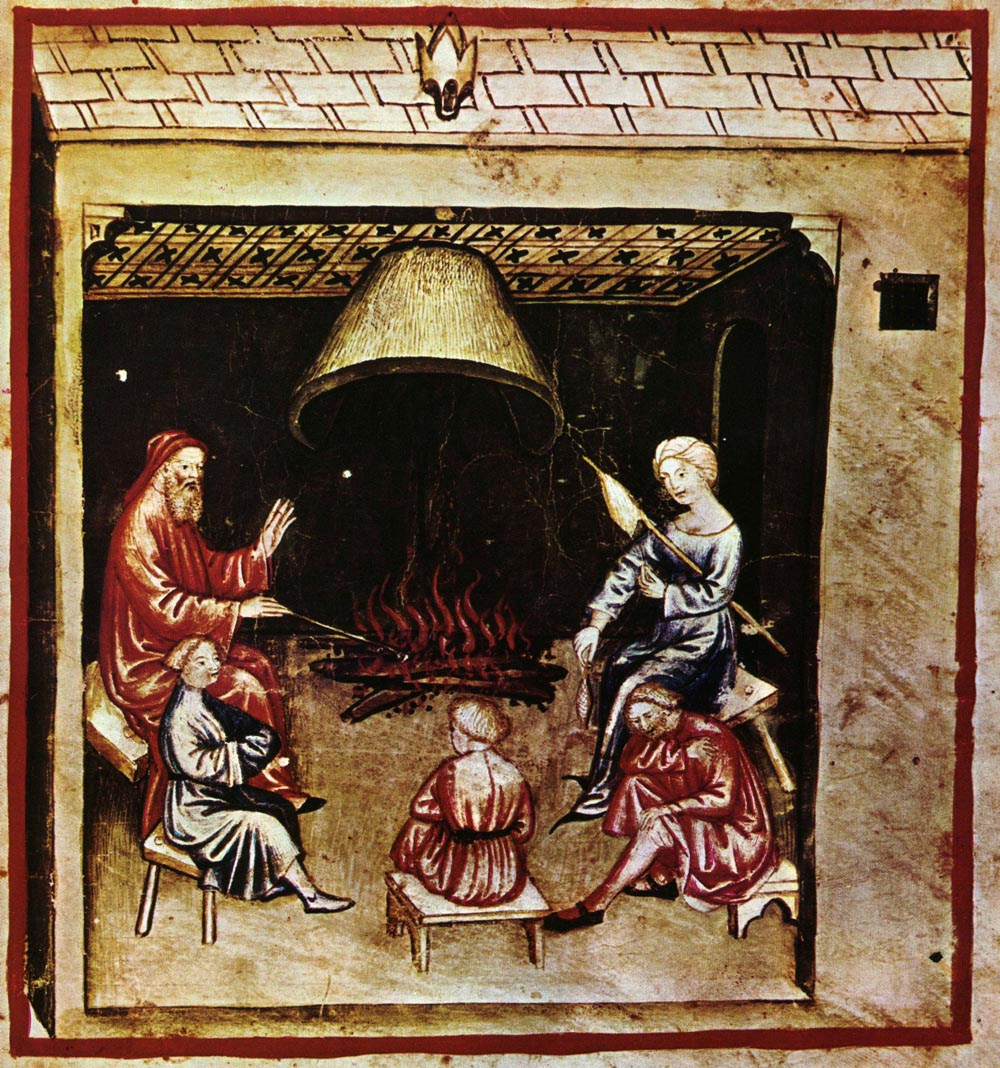
『タクイヌム・サニタティス』（14世紀）に見られるビジリア

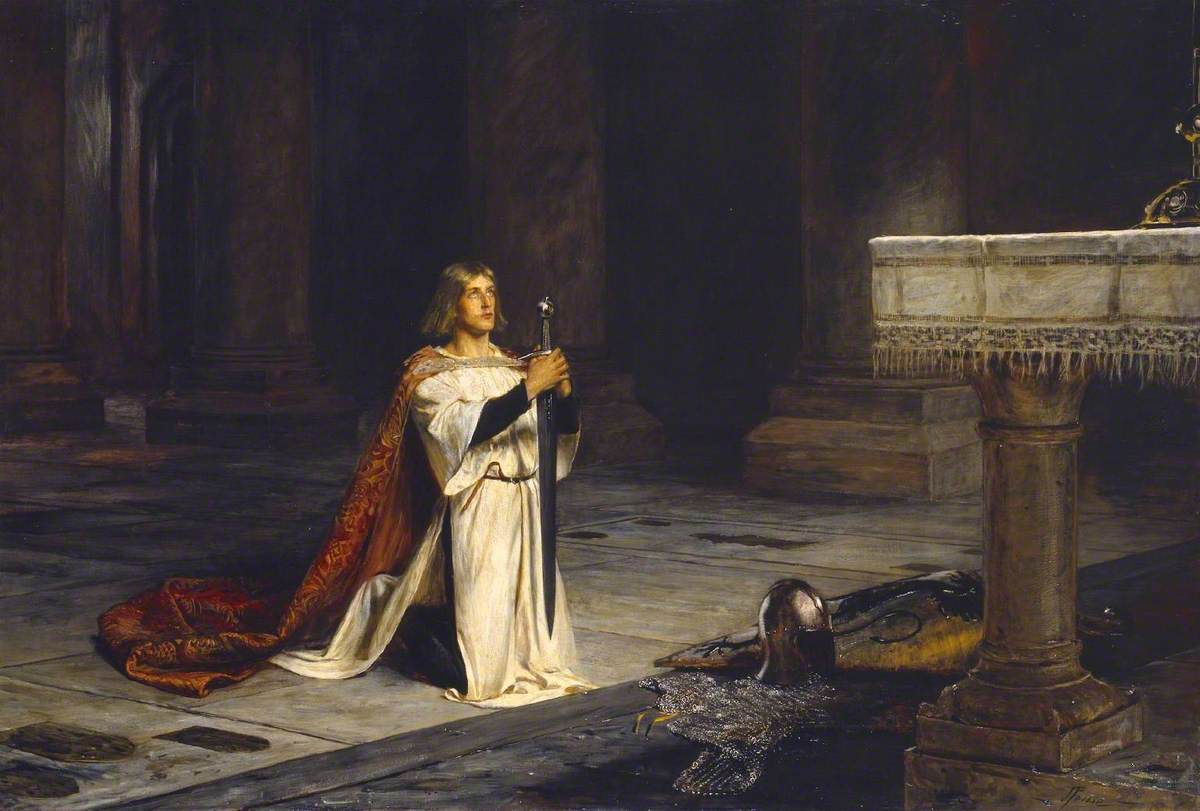
ジョン・ペティ作「騎士の徹夜の祈り」

ビジリア（羅: vigilia, 英: vigil、ヴィジリアとも）とは、献身的な見守りなどの目的のため夜を徹することを指す。また、復活徹夜祷など、宗教上の祝日の前夜に行われる祈りの集いまたは儀式をもビジリアと呼ぶ。東方正教会では、すべての大祭および主日の前夜に徹夜祷が行われる。日本正教会では「ビジリア」との表記は用いられず、「徹夜祷」との呼称が用いられる。狭義の徹夜祷 (All-night vigil) は大祭・主日の前日に行われるものであるが、広義の徹夜祷は後述するパニヒダなども含めた徹夜で行う祈り全般を指す語である。
キリスト教では、とりわけ東方正教およびローマ・カトリックの伝統において、信徒が重病であったり死に臨んでいるときにもビジリアが行われる。祈願が行われるとともに、奉納物が献げられることもある。死から埋葬までの期間にも、ビジリア（前夜祭）が行われる。これは世を去ったばかりの愛する者のために祈るための儀式であり、死者とともに過ごすためのものでもある。
正教会における永眠者のために行われるものとしてパニヒダが挙げられる。また、永眠者のために夜通し枕頭で聖詠が誦読される（現代では略される場合が多い）。
中世には、従士が騎士に叙任される前夜に、終生を騎士として過ごすための準備として、入浴し、断食と告解を行い、礼拝堂で徹夜の祈りを献げる慣習があった。翌朝、彼は清浄の象徴である白衣を身に着けて叙任の儀式に臨む。
ユダヤ教徒が死去すると、葬儀までの間、遺体の見守り役が置かれ、詩篇が朗読しつづけられる。